# Elección especial al Senado de los Estados Unidos en Georgia de 2020
La Elección especial al Senado de los Estados Unidos en Georgia de 2020 se llevaron a cabo el 3 de noviembre de 2020, luego de la renuncia del senador Johnny Isakson el 31 de diciembre de 2019. El gobernador Brian Kemp nombró a Kelly Loeffler para que sirviera como reemplazo de Isakson, a partir del 6 de enero de 2020, hasta la elección especial.
El 3 de noviembre de 2020, según la ley de Georgia, se llevó a cabo una elección general especial el mismo día que las elecciones al Senado de los Estados Unidos programadas regularmente para el escaño que ocupaba David Perdue. No se produjo una elección primaria; en cambio, todos los candidatos, independientemente del partido, fueron colocados en la misma papeleta. Las etiquetas del partido se imprimieron en la boleta y si ningún candidato recibía más del 50% de los votos, los dos primeros clasificados debían avanzar a una segunda vuelta, que se celebraría el 5 de enero de 2021.

## Elección general

### Predicciones
| Fuente                | Clasificación   | As of                  |
| --------------------- | --------------- | ---------------------- |
| Cook Political Report | Competitivo     | 29 de octubre de 2020  |
| Inside Elections      | Inclinándose    | 28 de octubre de 2020  |
| Sabato's Crystal Ball | Competitivo     | 2 de noviembre de 2020 |
| 270toWin              | Competitivo     | 2 de noviembre de 2020 |
| Político              | Pequeña ventaja | 2 de noviembre de 2020 |

### Encuestas
Resumen gráfico 
| Fuente de la encuesta                  | Fecha(s) de realización                 | Tamaño de muestra | Margen de error | Doug Collins (R) | Matt Lieberman (D) | Kelly Loeffler (R) | Ed Tarver (D) | Raphael Warnock (D) | Otro Indecisos |
| -------------------------------------- | --------------------------------------- | ----------------- | --------------- | ---------------- | ------------------ | ------------------ | ------------- | ------------------- | -------------- |
| Landmark Communications                | 1 de noviembre de 2020                  | 500 (LV)          | ± 4.4%          | 24%              | 5%                 | 27%                | 1%            | 38%                 | 4%             |
| Data for Progress                      | 27 de octubre - 1 de noviembre de 2020  | 1,036 (LV)        | ± 3%            | 21%              | 8%                 | 26%                | 3%            | 41%                 | 1%             |
| Emerson College                        | 29-31 de octubre de 2020                | 749 (LV)          | ± 3.5%          | 27%              | 8%                 | 24%                | 2%            | 38%                 | 2%             |
| Landmark Communications/WSBTV          | 28 de octubre de 2020                   | 750 (LV)          | –               | 23%              | 9%                 | 25%                | –             | 37%                 | 3%             |
| Public Policy Polling                  | 27-28 de octubre de 2020                | 661 (V)           | –               | 19%              | 2%                 | 27%                | 0%            | 46%                 | 6%             |
| Monmouth University                    | 23-27 de octubre de 2020                | 504 (RV)          | ± 4.4%          | 18%              | 4%                 | 21%                | 3%            | 41%                 | 13%            |
| Monmouth University                    | 23-27 de octubre de 2020                | 504 (LV)          | ± 4.4%          | 19%              | –                  | 22%                | –             | 41%                 | –              |
| Monmouth University                    | 23-27 de octubre de 2020                | 504 (LV)          | ± 4.4%          | 20%              | –                  | 22%                | –             | 42%                 | –              |
| Civiqs/Daily Kos                       | 23-26 de octubre de 2020                | 1,041 (LV)        | ± 3.3%          | 23%              | 2%                 | 22%                | 1%            | 48%                 | 4%             |
| University of Georgia                  | 14-23 de octubre de 2020                | 1,145 (LV)        | ± 4%            | 21%              | 4%                 | 20%                | 1%            | 34%                 | 19%            |
| Landmark Communications                | 21 de octubre de 2020                   | 500 (LV)          | ± 4.4%          | 27%              | –                  | 23%                | –             | 33%                 | –              |
| Citizen Data                           | 17-20 de octubre de 2020                | 1,000 (LV)        | ± 3%            | 19%              | 4%                 | 23%                | 1%            | 41%                 | 13%            |
| Emerson College                        | 17-19 de octubre de 2020                | 506 (LV)          | ± 4.3%          | 27%              | 12%                | 20%                | 2%            | 27%                 | 14%            |
| Siena College/NYT Upshot               | 13-19 de octubre de 2020                | 759 (LV)          | ± 4.1%          | 17%              | 7%                 | 23%                | 2%            | 32%                 | 19%            |
| Opinion Insight (R)                    | 12-15 de octubre de 2020                | 801 (LV)          | ± 3.46%         | 18%              | 3%                 | 19%                | 1%            | 31%                 | 32%            |
| Quinnipiac University                  | 8-12 de octubre de 2020                 | 1,040 (LV)        | ± 3.0%          | 22%              | 5%                 | 20%                | 2%            | 41%                 | 9%             |
| SurveyUSA                              | 8-12 de octubre de 2020                 | 677 (LV)          | ± 5.7%          | 20%              | 8%                 | 26%                | 3%            | 30%                 | 14%            |
| Data for Progress                      | 8-11 de octubre de 2020                 | 782 (LV)          | ± 3.5%          | 22%              | 10%                | 22%                | –             | 30%                 | 17%            |
| Public Policy Polling                  | 8-9 de octubre de 2020                  | 528 (LV)          | ± 4.3%          | 22%              | 3%                 | 24%                | 0%            | 41%                 | 10%            |
| Landmark Communications                | 7 de octubre de 2020                    | 600 (LV)          | ± 4%            | 23%              | 3%                 | 26%                | 0%            | 36%                 | 12%            |
| University of Georgia                  | 27 de septiembre - 6 de octubre de 2020 | 1,106 (LV)        | ± 2.9%          | 21%              | 3%                 | 22%                | 4%            | 28%                 | 22%            |
| Civiqs/Daily Kos                       | 26-29 de septiembre de 2020             | 969 (LV)          | ± 3.5%          | 25%              | 5%                 | 21%                | 2%            | 38%                 | 8%             |
| Hart Research Associates (D)           | 24-27 de septiembre de 2020             | 400 (LV)          | ± 4.9%          | 21%              | 8%                 | 28%                | 3%            | 28%                 | –              |
| Quinnipiac University                  | 23-27 de septiembre de 2020             | 1,125 (LV)        | ± 2.9%          | 22%              | 9%                 | 23%                | 4%            | 31%                 | 12%            |
| Redfield & Wilton Strategies           | 23-26 de septiembre de 2020             | 789 (LV)          | ± 3.49%         | 16%              | 16%                | 25%                | –             | 26%                 | 17%            |
| Monmouth University                    | 17-21 de septiembre de 2020             | 402 (RV)          | ± 4.9%          | 22%              | 11%                | 23%                | 4%            | 21%                 | 19%            |
| Monmouth University                    | 17-21 de septiembre de 2020             | 402 (RV)          | ± 4.9%          | 23%              | 11%                | 23%                | 3%            | 23%                 | 17%            |
| Monmouth University                    | 17-21 de septiembre de 2020             | 402 (RV)          | ± 4.9%          | 24%              | 9%                 | 23%                | 2%            | 25%                 | 16%            |
| Siena College/NYT Upshot               | 16-21 de septiembre de 2020             | 523 (LV)          | ± 4.9%          | 19%              | 7%                 | 23%                | 4%            | 19%                 | 27%            |
| University of Georgia                  | 11-20 de septiembre de 2020             | 1,150 (LV)        | ± 4.0%          | 21%              | 11%                | 24%                | 5%            | 20%                 | 20%            |
| Data For Progress (D)                  | 14-19 de septiembre de 2020             | 800 (LV)          | ± 3.5%          | 22%              | 14%                | 21%                | –             | 26%                 | 17%            |
| Redfield & Wilton Strategies           | 12-17 de septiembre de 2020             | 800 (LV)          | ± 3.46%         | 19%              | 15%                | 26%                | –             | 21%                 | 20%            |
| GBAO Strategies (D)                    | 14-16 de septiembre de 2020             | 600 (LV)          | ± 4%            | 19%              | 11%                | 29%                | 5%            | 25%                 | –              |
| Fabrizio Ward/Hart Research Associates | 30 de agosto - 5 de septiembre de 2020  | 800 (LV)          | ± 3.5%          | 20%              | 10%                | 24%                | 7%            | 19%                 | 20%            |
| Opinion Insight (R)                    | 30 de agosto - 2 de septiembre de 2020  | 800 (LV)          | ± 3.46%         | 20%              | 4%                 | 17%                | 1%            | 17%                 | 27%            |
| HarrisX (D)                            | 20-30 de agosto de 2020                 | 1,616 (LV)        | ± 2.24%         | 21%              | 13%                | 26%                | 7%            | 16%                 | 18%            |
| SurveyUSA                              | 6-8 de agosto de 2020                   | 623 (LV)          | ± 5.3%          | 17%              | 13%                | 26%                | 3%            | 17%                 | 23%            |
| HIT Strategies (D)                     | 23-31 de julio de 2020                  | 400 (LV)          | ± 4.9%          | 18%              | 14%                | 22%                | 6%            | 14%                 | 24%            |
| Monmouth University                    | 23-27 de julio de 2020                  | 402 (LV)          | ± 4.9%          | 22%              | 13%                | 26%                | 5%            | 9%                  | 26%            |
| Spry Strategies (R)                    | 11-16 de julio de 2020                  | 700 (LV)          | ± 3.7%          | 20%              | 23%                | 19%                | 9%            | –                   | 20%            |
| GBAO Strategies (D)                    | 6-9 de julio de 2020                    | 600 (LV)          | –               | 26%              | 19%                | 21%                | 9%            | 16%                 | –              |
| Battleground Connect (R)               | 6-8 de julio de 2020                    | 600 (LV)          | ± 4%            | 26%              | 15%                | 17%                | 5%            | 10%                 | 28%            |
| Gravis Marketing (R)                   | 2 de julio de 2020                      | 513 (LV)          | ± 4.3%          | 26%              | 11%                | 24%                | 9%            | 18%                 | 12%            |
| Public Policy Polling (D)              | 25-26 de junio de 2020                  | 734 (LV)          | ± 3.6%          | 23%              | 11%                | 21%                | 3%            | 20%                 | 22%            |
| MRG (D)                                | 18-23 de junio de 2020                  | 1,259 (LV)        | –               | 27%              | 13%                | 21%                | –             | 23%                 | 17%            |
| Civiqs/Daily Kos                       | 16-18 de mayo de 2020                   | 1,339 (RV)        | ± 3.1%          | 34%              | 14%                | 12%                | 6%            | 18%                 | 16%            |
| Public Opinion Strategies (R)          | 4-7 de junio de 2020                    | 500 (LV)          | ± 4.38%         | 19%              | 17%                | 18%                | –             | 9%                  | 37%            |
| Cygnal (R)                             | 25-27 de abril de 2020                  | 591 (RV)          | ± 4.0%          | 29%              | 12%                | 11%                | 4%            | 11%                 | 33%            |
| Battleground Connect (R)               | 31 de marzo - 1 de abril de 2020        | 1,035 (RV)        | ± 3.01%         | 36%              | 11%                | 13%                | 3%            | 16%                 | 21%            |
| Battleground Connect (R)               | 24 de marzo de 2020                     | 1,025 (RV)        | –               | 34%              | 18%                | 14%                | 5%            | 13%                 | 15%            |
| Battleground Connect (R)               | 21 de marzo de 2020                     | 1,025 (RV)        | –               | 32%              | 19%                | 15%                | 5%            | 12%                 | 18%            |
| Battleground Connect (R)               | 12 de marzo de 2020                     | 1,025 (RV)        | –               | 30%              | 18%                | 19%                | 5%            | 10%                 | 18%            |
| Battleground Connect (R)               | 7 de marzo de 2020                      | 1,025 (RV)        | –               | 29%              | 16%                | 20%                | 5%            | 12%                 | 18%            |
| University of Georgia                  | 24 de febrero - 2 de marzo de 2020      | 1,117 (RV)        | ± 2.9%          | 21%              | 11%                | 19%                | 4%            | 6%                  | 39%            |
| Battleground Connect (R)               | 26-27 de febrero de 2020                | 1,050 (RV)        | ± 3.0%          | 28%              | 5%                 | 20%                | 3%            | 13%                 | 31%            |
| Public Opinion Strategies (R)          | 17-20 de febrero de 2020                | 600 (RV)          | ± 4.0%          | 19%              | 18%                | 20%                | –             | –                   | 28%            |
| McLaughlin & Associates (R)            | 16-18 de diciembre de 2019              | 600 (RV)          | –               | 32%              | 42%                | 11%                | –             | –                   | 16%            |

#### Encuesta hipotética
Loeffler vs. Collins
| Fuente de la encuesta     | Fecha(s) de realización    | Tamaño de muestra | Margen de error | Kelly Loeffler | Doug Collins | Otro Indecisos |
| ------------------------- | -------------------------- | ----------------- | --------------- | -------------- | ------------ | -------------- |
| Gravis Marketing (R)      | 2 de julio de 2020         | 513 (LV)          | ± 4.3%          | 28%            | 34%          | 37%            |
| Public Policy Polling (D) | 12-13 de diciembre de 2020 | 711 (LV)          | –               | 16%            | 56%          | 27%            |

Loeffler vs. Lieberman
| Fuente de la encuesta | Fecha(s) de realización     | Tamaño de muestra | Margen de error | Kelly Loeffler (R) | Matt Lieberman (D) | Otro Indecisos |
| --------------------- | --------------------------- | ----------------- | --------------- | ------------------ | ------------------ | -------------- |
| Data for Progress     | 8-11 de octubre de 2020     | 782 (LV)          | ± 3.5%          | 42%                | 41%                | 17%            |
| Civiqs/Daily Kos      | 26-29 de septiembre de 2020 | 969 (LV)          | ± 3.5%          | 39%                | 39%                | 5%             |
| Gravis Marketing (R)  | 2 de julio de 2020          | 782 (LV)          | ± 4.3%          | 46%                | 39%                | 15%            |
| Civiqs/Daily Kos      | 16-18 de mayo de 2020       | 1,339 (RV)        | ± 3.1%          | 32%                | 44%                | 6%             |

Loeffler vs. Tarver
| Fuente de la encuesta | Fecha(s) de realización | Tamaño de muestra | Margen de error | Kelly Loeffler (R) | Ed Tarver (D) | Otro Indecisos |
| --------------------- | ----------------------- | ----------------- | --------------- | ------------------ | ------------- | -------------- |
| Civiqs/Daily Kos      | 16-18 de mayo de 2020   | 1,339 (RV)        | ± 3.1%          | 32%                | 43%           | 6%             |

Collins vs. Lieberman
| Fuente de la encuesta | Fecha(s) de realización     | Tamaño de muestra | Margen de error | Doug Collins (R) | Matt Lieberman (D) | Otro Indecisos |
| --------------------- | --------------------------- | ----------------- | --------------- | ---------------- | ------------------ | -------------- |
| Civiqs/Daily Kos      | 26-29 de septiembre de 2020 | 969 (LV)          | ± 3.5%          | 44%              | 38%                | 18%            |
| Gravis Marketing (R)  | 2 de julio de 2020          | 513 (LV)          | ± 4.3%          | 46%              | 37%                | 16%            |
| Civiqs/Daily Kos      | 16-18 de mayo de 2020       | 1,339 (LV)        | ± 3.1%          | 44%              | 44%                | 12%            |

Collins vs. Tarver
| Fuente de la encuesta | Fecha(s) de realización | Tamaño de muestra | Margen de error | Doug Collins (R) | Ed Tarver (D) | Otro Indecisos |
| --------------------- | ----------------------- | ----------------- | --------------- | ---------------- | ------------- | -------------- |
| Civiqs/Daily Kos      | 16-18 de mayo de 2020   | 1,339 (RV)        | ± 3.1%          | 45%              | 43%           | 13%            |

Collins vs. Warnock
| Fuente de la encuesta     | Fecha(s) de realización          | Tamaño de muestra | Margen de error | Doug Collins (R) | Raphael Warnock (D) | Otro Indecisos |
| ------------------------- | -------------------------------- | ----------------- | --------------- | ---------------- | ------------------- | -------------- |
| Monmouth University       | 23-27 de octubre de 2020         | 504 (LV)          | ± 4.4%          | 45%              | 52%                 | –              |
| Civiqs/Daily Kos          | 23-26 de octubre de 2020         | 1,041 (LV)        | ± 3.3%          | 42%              | 51%                 | 7%             |
| Emerson College           | 17-19 de octubre de 2020         | 506 (LV)          | ± 4.3%          | 47%              | 48%                 | 6%             |
| Siena College/NYT Upshot  | 13-19 de octubre de 2020         | 759 (LV)          | ± 4.1%          | 41%              | 45%                 | 14%            |
| Quinnipiac University     | 8-12 de octubre de 2020          | 1,040 (LV)        | ± 3.0%          | 42%              | 54%                 | 4%             |
| Civiqs/Daily Kos          | 26-29 de septiembre de 2020      | 969 (LV)          | ± 3.5%          | 44%              | 49%                 | 8%             |
| Gravis Marketing (R)      | 2 de julio de 2020               | 513 (LV)          | ± 4.3%          | 47%              | 38%                 | 15%            |
| Public Policy Polling (D) | 25-26 de junio de 2020           | 734 (LV)          | ± 3.6%          | 43%              | 41%                 | 17%            |
| Civiqs/Daily Kos          | 16-18 de mayo de 2020            | 1,339 (LV)        | ± 3.1%          | 44%              | 45%                 | 11%            |
| The Progress Campaign (D) | 6-15 de mayo de 2020             | 2,893 (LV)        | ± 2.0%          | 43%              | 41%                 | 16%            |
| Battleground Connect (R)  | 31 de marzo - 1 de abril de 2020 | 1,035 (LV)        | ± 3.0%          | 49%              | 36%                 | 15%            |
| The Progress Campaign (D) | 12-21 de marzo de 2020           | 3,042 (RV)        | ± 4.5%          | 41%              | 39%                 | 20%            |

Loeffler vs. Broun
| Fuente de la encuesta     | Fecha(s) de realización    | Tamaño de muestra | Margen de error | Kelly Loeffler | Paul Broun | Otro Indecisos |
| ------------------------- | -------------------------- | ----------------- | --------------- | -------------- | ---------- | -------------- |
| Public Policy Polling (D) | 12-13 de diciembre de 2019 | 711 (LV)          | –               | 27%            | 14%        | 59%            |

Collins vs. Abrams
| Fuente de la encuesta     | Fecha(s) de realización | Tamaño de muestra | Margen de error | Doug Collins (R) | Stacey Abrams (D) | Otro Indecisos |
| ------------------------- | ----------------------- | ----------------- | --------------- | ---------------- | ----------------- | -------------- |
| The Progress Campaign (D) | 12-21 de marzo de 2020  | 3,042 (RV)        | ± 4.5%          | 43%              | 47%               | 10%            |

Loeffler vs. Oponente genérico
| Fuente de la encuesta     | Fecha(s) de realización    | Tamaño de muestra | Margen de error | Kelly Loeffler (R) | Oponente genérico | Otro Indecisos |
| ------------------------- | -------------------------- | ----------------- | --------------- | ------------------ | ----------------- | -------------- |
| Public Policy Polling (D) | 12-13 de diciembre de 2019 | 711 (LV)          | –               | 26%                | 30%               | 44%            |

Con un republicano genérico vs. un demócrata genérico
| Fuente de la encuesta | Fecha(s) de realización     | Tamaño de muestra | Margen de error | Republicano genérico | Demócrata genérico | Otro Indecisos |
| --------------------- | --------------------------- | ----------------- | --------------- | -------------------- | ------------------ | -------------- |
| Quinnipiac University | 23-27 de septiembre de 2020 | 1,125 (LV)        | ± 2.9%          | 48%                  | 49%                | 3%             |

### Resultados

Resultados por condado:
Warnock—20–30%
Warnock—30–40%
Warnock—40–50%
Warnock—50–60%
Warnock—60–70%
Loeffler—20–30%
Loeffler—30–40%
Loeffler—40–50%
Loeffler—50–60%
Collins—20-30%
Collins—30-40%
Collins—40-50%
Collins—50-60%

| Elección especial al Senado de los Estados Unidos en Georgia de 2020 | Elección especial al Senado de los Estados Unidos en Georgia de 2020 | Elección especial al Senado de los Estados Unidos en Georgia de 2020 | Elección especial al Senado de los Estados Unidos en Georgia de 2020 | Elección especial al Senado de los Estados Unidos en Georgia de 2020 | Elección especial al Senado de los Estados Unidos en Georgia de 2020 |
| Partido                                                              | Partido                                                              | Candidato/a                                                          | Votos                                                                | %                                                                    |                                                                      |
| -------------------------------------------------------------------- | -------------------------------------------------------------------- | -------------------------------------------------------------------- | -------------------------------------------------------------------- | -------------------------------------------------------------------- | -------------------------------------------------------------------- |
|                                                                      | Demócrata                                                            | Raphael Warnock                                                      | 1,617,035                                                            | 32.90%                                                               |                                                                      |
|                                                                      | Republicano                                                          | Kelly Loeffler (titular)                                             | 1,273,214                                                            | 25.91%                                                               |                                                                      |
|                                                                      | Republicano                                                          | Doug Collins                                                         | 980,454                                                              | 19.95%                                                               |                                                                      |
|                                                                      | Demócrata                                                            | Deborah Jackson                                                      | 324,118                                                              | 6.60%                                                                |                                                                      |
|                                                                      | Demócrata                                                            | Matt Lieberman                                                       | 136,021                                                              | 2.77%                                                                |                                                                      |
|                                                                      | Demócrata                                                            | Tamara Johnson-Shealey                                               | 106,767                                                              | 2.17%                                                                |                                                                      |
|                                                                      | Demócrata                                                            | Jamesia James                                                        | 94,406                                                               | 1.92%                                                                |                                                                      |
|                                                                      | Republicano                                                          | Derrick Grayson                                                      | 51,592                                                               | 1.05%                                                                |                                                                      |
|                                                                      | Demócrata                                                            | Joy Felicia Slade                                                    | 44,945                                                               | 0.91%                                                                |                                                                      |
|                                                                      | Republicano                                                          | Annette Davis Jackson                                                | 44,335                                                               | 0.90%                                                                |                                                                      |
|                                                                      | Republicano                                                          | Kandiss Taylor                                                       | 40,349                                                               | 0.82%                                                                |                                                                      |
|                                                                      | Libertario                                                           | Brian Slowinski                                                      | 35,431                                                               | 0.72%                                                                |                                                                      |
|                                                                      | Demócrata                                                            | Richard Dien Winfield                                                | 28,687                                                               | 0.58%                                                                |                                                                      |
|                                                                      | Demócrata                                                            | Ed Tarver                                                            | 26,333                                                               | 0.54%                                                                |                                                                      |
|                                                                      | Independiente                                                        | Allen Buckley                                                        | 17,954                                                               | 0.37%                                                                |                                                                      |
|                                                                      | Verde                                                                | John Fortuin                                                         | 15,293                                                               | 0.31%                                                                |                                                                      |
|                                                                      | Independiente                                                        | Al Bartell                                                           | 14,640                                                               | 0.30%                                                                |                                                                      |
|                                                                      | Independiente                                                        | Valencia Stovall                                                     | 13,318                                                               | 0.27%                                                                |                                                                      |
|                                                                      | Independiente                                                        | Michael Todd Greene                                                  | 13,293                                                               | 0.27%                                                                |                                                                      |
| Total                                                                | Total                                                                | Total                                                                | 4,914,361                                                            | 100.0%                                                               |                                                                      |

## Runoff

### Encuestas
Resumen gráfico 
| Fuente de la encuesta                                                           | Fecha(s) de realización                      | Tamaño de muestra | Margen de error | Kelly Loeffler (R) | Raphael Warnock (D) | Indecisos |
| ------------------------------------------------------------------------------- | -------------------------------------------- | ----------------- | --------------- | ------------------ | ------------------- | --------- |
| Trafalgar Group                                                                 | 2-4 de enero de 2021                         | 1,056 (LV)        | ± 2.9%          | 50%                | 48%                 | 2%        |
| AtlasIntel                                                                      | 2-4 de enero de 2021                         | 857 (LV)          | ± 3%            | 47%                | 51%                 | 2%        |
| Insider Advantage Archivado el 4 de enero de 2021 en Wayback Machine.           | 3 de enero de 2021                           | 500 (LV)          | ± 4.4%          | 49.2%              | 48.7%               | 2.1%      |
| National Research Inc                                                           | 2-3 de enero de 2021                         | 500 (LV)          | ± 4.4%          | 45%                | 46%                 | 9%        |
| University of Nevada Las Vegas Lee Business School                              | 30 de diciembre de 2020 - 3 de enero de 2021 | 550 (LV)          | ± 4%            | 49%                | 48%                 | 3%        |
| AtlasIntel                                                                      | 25 de diciembre de 2020 - 1 de enero de 2021 | 1,680 (LV)        | ± 2%            | 47%                | 51%                 | 2%        |
| Gravis Marketing                                                                | 29-30 de diciembre de 2020                   | 1,011 (LV)        | ± 3.1%          | 47%                | 49%                 | 3%        |
| JMC Analytics and Polling                                                       | 28-29 de diciembre de 2020                   | 500 (LV)          | ± 4.4%          | 45%                | 54%                 | 1%        |
| Trafalgar Group                                                                 | 23-27 de diciembre de 2020                   | 1,022 (LV)        | ± 3.0%          | 49%                | 50%                 | 1%        |
| Open Model Project                                                              | 21-27 de diciembre de 2020                   | 1,405 (LV)        | ± 4.7%          | 50%                | 46%                 | 4%        |
| InsiderAdvantage Archivado el 25 de diciembre de 2020 en Wayback Machine.       | 21-22 de diciembre de 2020                   | 500 (LV)          | ± 4.4%          | 47%                | 49%                 | 4%        |
| Survey USA                                                                      | 16-20 de diciembre de 2020                   | 600 (LV)          | ± 5.1%          | 45%                | 52%                 | 3%        |
| Emerson                                                                         | 11-16 de diciembre de 2020                   | 605 (LV)          | ± 3.9%          | 51%                | 48%                 | 1%        |
| InsiderAdvantage Archivado el 16 de diciembre de 2020 en Wayback Machine.       | 4-11 de diciembre de 2020                    | 500 (LV)          | ± 4.4%          | 49%                | 48%                 | 3%        |
| Baris/Peach State Battleground Poll                                             | 4-11 de diciembre de 2020                    | 1,008 (LV)        | ± 3.1%          | 43%                | 48%                 | 9%        |
| Trafalgar Group                                                                 | 8-10 de diciembre de 2020                    | 1,018 (LV)        | ± 3.0%          | 50%                | 47%                 | 3%        |
| Fabrizio Ward/Hart Research Associates                                          | 30 de noviembre - 4 de diciembre de 2020     | 1,250 (LV)        | ± 3.2%          | 46%                | 47%                 | 7%        |
| Trafalgar Group                                                                 | 1-3 de diciembre de 2020                     | 1,083 (LV)        | ± 2.9%          | 50%                | 45%                 | 5%        |
| SurveyUSA                                                                       | 27-30 de noviembre de 2020                   | 583 (LV)          | ± 5.2%          | 45%                | 52%                 | 2%        |
| RMG Research Archivado el 4 de diciembre de 2020 en Wayback Machine.            | 16-24 de noviembre de 2020                   | 1,377 (LV)        | ± 2.6%          | 46%                | 48%                 | 6%        |
| InsiderAdvantage/Fox 5 Archivado el 18 de noviembre de 2020 en Wayback Machine. | 16 de noviembre de 2020                      | 800 (LV)          | ± 3.5%          | 48%                | 49%                 | 3%        |
| Remington Research Group                                                        | 8-9 de noviembre de 2020                     | 1,450 (LV)        | ± 2.6%          | 49%                | 48%                 | 3%        |
| Monmouth University                                                             | 23-27 de octubre de 2020                     | 504 (LV)          | ± 4.4%          | 45%                | 51%                 | –         |
| Civiqs/Daily Kos                                                                | 23-26 de octubre de 2020                     | 1,041 (LV)        | ± 3.4%          | 37%                | 51%                 | 11%       |
| Emerson College                                                                 | 17-19 de octubre de 2020                     | 506 (LV)          | ± 4.3%          | 42%                | 47%                 | 12%       |
| Siena College/NYT Upshot                                                        | 13-19 de octubre de 2020                     | 759 (LV)          | ± 4.1%          | 41%                | 45%                 | 14%       |
| Quinnipiac University                                                           | 8-12 de octubre de 2020                      | 1,040 (LV)        | ± 3.0%          | 44%                | 52%                 | 4%        |
| Data for Progress                                                               | 8-11 de octubre de 2020                      | 782 (LV)          | ± 3.5%          | 40%                | 44%                 | 16%       |
| Civiqs/Daily Kos                                                                | 26-29 de septiembre de 2020                  | 969 (LV)          | ± 3.5%          | 39%                | 49%                 | 12%       |
| Gravis Marketing (R)                                                            | 2 de julio de 2020                           | 513 (LV)          | ± 4.3%          | 48%                | 37%                 | 15%       |
| Public Policy Polling (D)                                                       | 25-26 de junio de 2020                       | 734 (LV)          | ± 3.6%          | 40%                | 43%                 | 17%       |
| Civiqs/Daily Kos                                                                | 16-18 de mayo de 2020                        | 1,339 (LV)        | ± 3.1%          | 32%                | 45%                 | 24%       |
| Battleground Connect (R)                                                        | 31 de marzo - 1 de abril de 2020             | 1,035 (LV)        | ± 3.0%          | 40%                | 41%                 | 19%       |
| The Progress Campaign (D)                                                       | 12-21 de marzo de 2020                       | 3,042 (LV)        | ± 4.5%          | 38%                | 38%                 | 24%       |

### Resultados
| Elección especial al Senado de los Estados Unidos en Georgia de 2021 | Elección especial al Senado de los Estados Unidos en Georgia de 2021 | Elección especial al Senado de los Estados Unidos en Georgia de 2021 | Elección especial al Senado de los Estados Unidos en Georgia de 2021 | Elección especial al Senado de los Estados Unidos en Georgia de 2021 | Elección especial al Senado de los Estados Unidos en Georgia de 2021 |
| Partido                                                              | Partido                                                              | Candidato/a                                                          | Votos                                                                | %                                                                    |                                                                      |
| -------------------------------------------------------------------- | -------------------------------------------------------------------- | -------------------------------------------------------------------- | -------------------------------------------------------------------- | -------------------------------------------------------------------- | -------------------------------------------------------------------- |
|                                                                      | Demócrata                                                            | Raphael Warnock                                                      | 2,288,923                                                            | 51.04%                                                               |                                                                      |
|                                                                      | Republicano                                                          | Kelly Loeffler (titular)                                             | 2,195,373                                                            | 48.96%                                                               |                                                                      |
| Total                                                                | Total                                                                | Total                                                                | 4,484,296                                                            | 100.0%                                                               |                                                                      |
| Margen de victoria                                                   | Margen de victoria                                                   | Margen de victoria                                                   | 93,550                                                               | 2.08%                                                                |                                                                      |
|                                                                      | Ganancia Demócrata de Republicano                                    |                                                                      |                                                                      |                                                                      |                                                                      |